# Mönlam
Le Mönlam (tibétain : སྨོན་ལ, Wylie : smon lam་, diminutif de Mönlam Chenmo tibétain : སྨོན་ལམ་ཆེན་མོ།, Wylie : smon lam chen mo), signifiant « grand festival des souhaits », fut instaurée par Tsongkhapa en 1409. C'est, avec le Losar (nouvel an tibétain), l'une des deux fêtes les plus importantes du Tibet.
Cette fête fait suite aux fêtes de la nouvelle année, le Losar, premier jour de l'an tibétain, coïncide avec le premier jour de la nouvelle année lunaire. La date est choisie conformément à l’astrologie tibétaine, matière étudiée dans le cadre des études en médecine tibétaine traditionnelle. 
Les festivités du Mönlam se déroulent du troisième jour au dix-septième jour du premier mois lunaire. Durant deux semaines, des centaines de milliers de croyants affluent à Lhassa pour participer aux prières, aux débats, aux rituels et célébrations qui se tiennent chaque jour devant le Potala. Le huitième jour une libération d’animaux en hommage au Bouddha Shākyamuni, le treizième jour une grande tanka est dépliée, le quatorzième jour est marqué par les danses de Cham, le quinzième jour des statues en beurre de yak (torma) sont exposées et le seizième jour une procession du Bouddha Maitreya est effectuée. 
La révolution culturelle débuta au Tibet de façon marquée par l'interdiction des festivités du Mönlam en février 1966. Après avoir été rétabli en 1985, le Mönlam fut de nouveau interdit en 1990. C'est à l'issue de la fête qu'avaient eu lieu les troubles à Lhassa en 1987, 1988 et 1989.
Dans les monastères nouvellement établis en Inde après 1959, le Mönlam a été graduellement instauré.